# 檜山騒動
檜山騒動 （ひのきやまそうどう）とは、青森県東津軽郡平内町、上北郡野辺地町・東北町の町境上にある烏帽子岳で津軽藩・南部藩の間で発生した紛争。野辺地地区では「ひのき騒動」とも呼ばれる。

## 経緯

### 事件の背景
津軽氏はもともと南部氏の支族であったが一方的に分離独立し、豊臣秀吉の小田原征伐に参陣して大名の地位を公認されて成立した。さらに津軽氏が領地とした地域は元来の南部領内でも豊穣の地であった津軽平野であった。穀倉地帯を奪われた南部氏の恨みは深く、江戸期においても憎悪は持ちこされた。

### 伝承
野辺地地区では事件について次のように伝えられている。
当時、津軽藩と南部藩は犬猿の仲であり、些細な出来事が原因で容易にトラブルへと発展した。時の徳川将軍が津軽藩と南部藩にヒノキ材を献上するよう命を下したが、南部藩では領民の負担になるため「南部領内にはヒノキはない」と献上を拒否。そのため津軽藩は倍のヒノキを供出させられた。これに対し津軽藩側は烏帽子岳に侵入し、「南部藩にヒノキがないならこれは全部津軽藩のヒノキだ」と南部領内のヒノキを伐採して挑発、これを見た南部衆が津軽衆を殺害したことから暴動へと発展した。
『浮世の有様』では次のような記述がある。
津軽藩は南部藩領内の谷に「これより津軽領」と書いた立石を準備して地中に埋め、年月が建ってから境界を南部藩と論じ始めた。互いに水掛け論だったため、幕府に申し出てた。津軽藩は80歳余の老人に「私が幼少時には、山の向かいに谷に境目の立石があったことを覚えている。いつの間にかそれは失われたが、確かにこの山は津軽領だ」と証言させた。その谷を掘ると立石があり、山は津軽領となった。そのほか、この本には上記の物語の記述もある。

### 実際の経緯
この騒動、烏帽子山全体ではなく、黒石藩領平内村（現・平内町）と南部藩領馬門村（現・野辺地町）の藩境にある烏帽子山系の標高130m程度の堀指山で起きた。
その境目をめぐって過去しばしば紛争が起きていたが、1713年（正徳3年）に至り深刻な問題に発展した。1713年6月12日、平内村の名主である左五兵衛ら3名は、境界の儀について幕府に訴え出た。馬門村の者が勝手に境を超えて木を伐採して迷惑しているというものである。幕府は軽視せず、翌1714年（正徳4年）4月2日に検使2人を派遣した。検使役2人に対して弘前藩では郡奉行や代官を派遣し、御用の呼び出しの際には、黒石藩主の津軽政兕が役人を連れてまかり出るなどの細かい手配を行った。
4月18日検使の2人は野辺地に到着、26日まで現地を調査した。このとき、弘前藩は南部領との境界絵図を資料として提示した。記録によると、平内村の名主の訴えに対して、馬門村の百姓は別の芝崎道が境であることを主張した。しかし、現場を検証すると芝崎道は芝木を運ぶ程度の細い道で藩の境としてはふさわしくなかった。また、津軽藩からは狩場沢村水帳が提示され、現場と照合したところ書類と畑高が一致した。また、蟹田村の者が掘ったとされる金山坑道の長さが津軽藩が提出した資料の日数と一致すること。さらには、1673年（寛文12年）に馬門村の百姓が鳴地山で津軽藩の役人に捕縛され、南部藩に引き渡された際に、南部藩から異論は出なかったことなどから、南部藩の主張は通らず、この地域は津軽藩の物とされた。
この時、烏帽子岳から峰筋に境界を定めたが、馬門村から堀指山に入る古い道が5筋もあり、樵の小屋がいくつもあったので、毎年3貫文を払うことによって白石沢から堀指川通りの大森までは入山して木材や薪などを取ってもよいとされた 。

## 後世への影響
この事件より、津軽藩側は「南部の人殺し」と南部藩側を罵り、南部藩側は「津軽のうそつき」と罵るようになったとされる。また、相馬大作事件の原因がこの「檜山騒動」にあるのではないかと噂された。
本州最後の戊辰戦争である野辺地戦争が起きたとき、ヒノキ騒動の決着を着けると南部藩側は息巻いていたという。